# Nationale Wederopbouw
De Nationale Wederopbouw (Reconstrucción Nacional) is de periode tussen  1883 en 1895 waarin Peru zich na afloop van de Salpeteroorlog op economisch, politiek en sociaal niveau herstelde. Deze periode wordt ook gekenmerkt als Segundo Militarismo, ofwel Tweede Militaire Bewind, nadat Peru een periode van democratie had gekend in de jaren zeventig van de 19e eeuw.
Met de ondertekening van het Verdrag van Ancón in 1883 werd de Salpeteroorlog met Chili bijgelegd. Peru bleef echter in alle aspecten in crisis achter: op economisch, sociaal, politiek en cultureel niveau. Het civilisme, ofwel van de beweging die ernaar streefde dat het land geregeerd werd door burgers in plaats van militairen, bevond zich in een crisis en bleek niet in staat het land uit het bankroet los te maken. Daarbij moest het land zijn economische belangen zien veilig te stellen, in het bijzonder die in relatie tot Bolivia en Chili, een ontwikkeling die daarom het leiderschap van de voorzichtige militairen wordt genoemd.

## Regeringsleiders
- 1883-1885: Miguel Iglesias
- 1886-1890: Andrés Avelino Cáceres
- 1890-1894: Remigio Morales Bermúdez
- 1894-1895: Andrés Avelino Cáceres (opnieuw)